# Giustizia (Pollaiolo)
La Giustizia è un dipinto a olio su tavola (167x88 cm) di Piero del Pollaiolo, databile al 1470 e conservato nella Galleria degli Uffizi a Firenze.

## Storia
Sette Virtù vennero commissionate con un contratto datato 18 agosto 1469 al Pollaiolo dal Tribunale della Mercanzia (l'organo che soprintendeva alle corporazioni di arti e mestieri di Firenze) per decorare le spalliere degli stalli nella sala delle Udienze della sede in piazza della Signoria. Si conosce anche una seconda delibera che confermò l'incarico, al quale dovette partecipare, ma non sappiamo esattamente in quale misura, anche il fratello di Piero, Antonio.
La bottega del Pollaiolo eseguì sei dei sette dipinti previsti; il settimo, la Fortezza venne eseguito dal giovane Sandro Botticelli.
Molto controversa è l'attribuzione a Piero o Antonio, con questioni che peraltro riguardano quasi l'intero catalogo dei dipinti dei due fratelli. Se alcuni (come Billi, Albertini e Cruttwell) basandosi sui documenti attribuiscono l'intero ciclo a Piero, altri (come Ullman) li riferiscono ad Antonio, sulla base di confronti stilistici con le poche opere firmate da lui (come alcune incisioni); altri infine riferiscono il disegno dei cartoni ad Antonio e l'esecuzione pittorica a Piero.
Le tavole arrivarono agli Uffizi nel 1717 dopo la soppressione dell'istituzione. Nel XIX secolo però versavano in uno stato di conservazione poco soddisfacente, tanto che delle sette solo la Prudenza veniva esposta.

## Descrizione e stile
Le Virtù erano collocate in posizione piuttosto alta (come cerca anche di ricreare l'attuale esposizione nella sala del museo) per questo le figure sono deformate per ottimizzare una visione dal basso, con le gambe e la parte inferiore possente e la testa e le spalle più esili, in modo da far sembrare le figure più slanciate e imponenti.
La Giustizia era la Virtù per certi sensi più importante della serie poiché destinata a un tribunale. Nella mano destra tiene la tradizionale spada, mentre con la sinistra tocca, al posto della tradizionale bilancia, un globo appoggiato sul ginocchio, simbolo augurale del mondo che deve essere da essa dominato. Sul globo è rappresentato l'orbe terracqueo, con i continenti allora conosciuti e parti di terre a occidente, alludendo ad una nuova visione cosmografica, "..la mano impegnata nel gesto di imprimere al globo un movimento di rotazione da destra verso sinistra, così come effettivamente gira la Terra stessa" . Il panneggio sulle gambe, rispetto ad altre Virtù della serie, è qui estremamente liscio e scultoreo, sbalzato da un profondo chiaroscuro con pieghe ampie e morbide, che rendono la consistenza della stoffa. A differenza di altre Virtù della serie il trono non è inquadrato da transenne, ma su uno sfondo scuro. La prospettiva usata è "a grandangolo", cioè estremamente scorciata in profondità, permettendo di mostrare al contempo sia i lati inferiori che superiori del trono come se esso fosse di dimensioni enormi.
L'attenzione ai dettagli decorativi, come il pavimento che imita un tappeto orientale o la preziosità dell'orlo del vestito o del gradino del trono tempestati di pietre preziose o semidure, denotano la lezione della pittura fiamminga, che in quegli anni a Firenze si faceva più che mai viva grazie all'arrivo diretto di opere dalle Fiandre e dal nord-Europa.